# 皇家巴塞罗那网球俱乐部

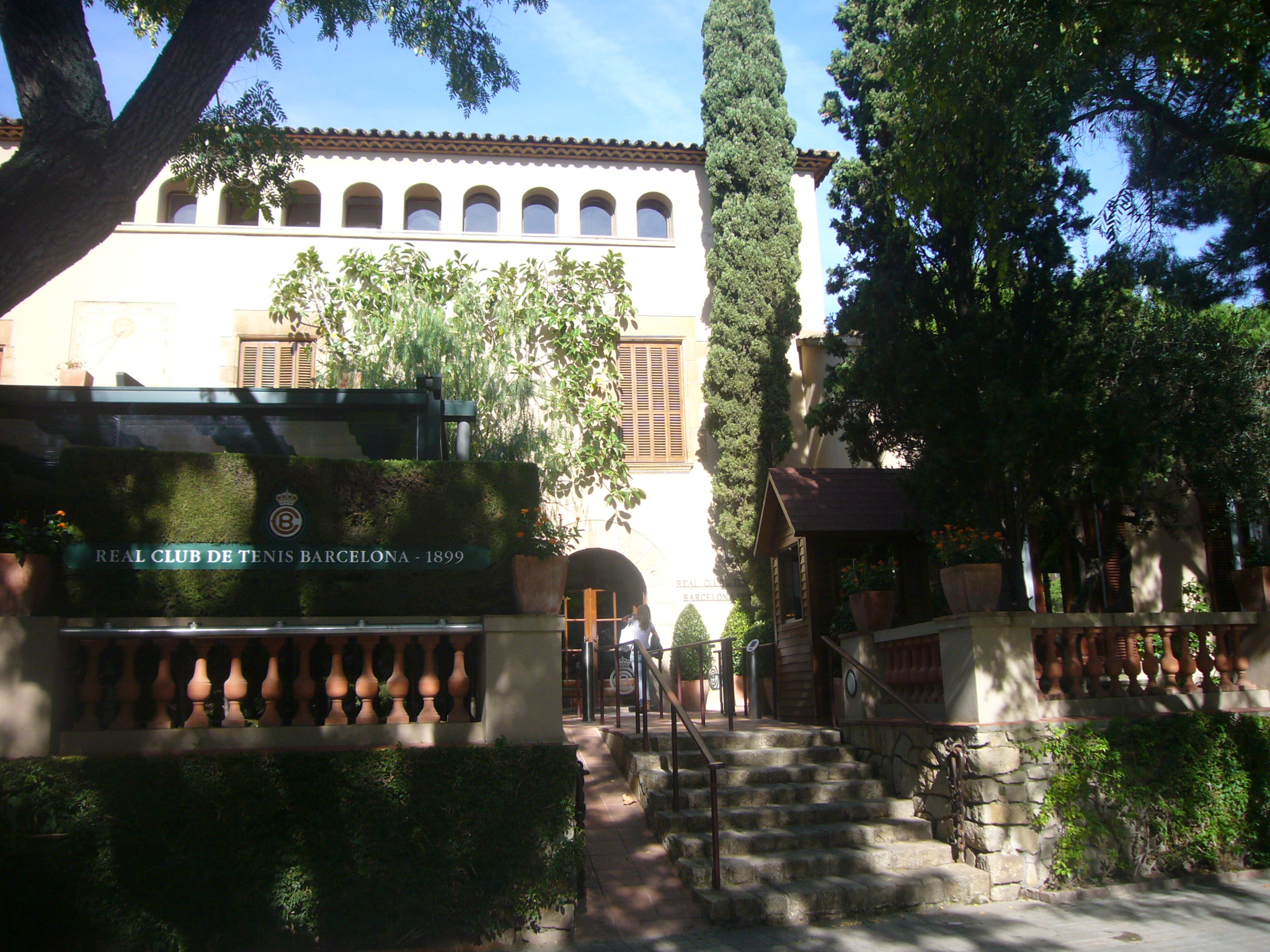
在佩德拉尔韦斯的俱乐部入口

1899皇家巴塞罗那网球俱乐部（西班牙語：Real Club de Tenis Barcelona - 1899），是西班牙加泰罗尼亚地区巴塞罗那的一家私人网球俱乐部。该设施有18个红土球场，包括一个可容纳8400人的主球场和可容纳2000名观众的表演场。该俱乐部自从1953年搬到现在位于城市西北部的位置以来，该俱乐部已经举办了多年的ATP500级别的巴塞罗那网球公开赛（包括前身的戈多公开赛（Open Godó））。多年来，该俱乐部主办了许多西班牙队的戴维斯杯比赛，包括1965年的区际决赛。
俱乐部的第一个名字是巴塞罗那草地网球俱乐部（Lawn-Tennis Club Barcelona）。2017年，中心球场被命名为拉法·纳达尔球场（西班牙語：Pista Rafa Nadal），以纪念网球名将，巴塞罗那网球公开赛的12座冠军奖杯得主拉斐尔·纳达尔。